# Provincie Bungo

Mapa japonských provincií se zvýrazněnou provincií Bungo

Provincie Bungo (japonsky: 豊後国; Bungo no kuni) byla stará japonská provincie ležící na východě ostrova Kjúšú. Sousedila s provinciemi Buzen, Hjúga, Higo, Čikugo a Čikuzen. Na jejím území se dnes rozkládá prefektury Óita.
Na konci 7. století byla provincie Tojo (豊国, Tojo no kuni) rozdělena na Buzen (doslova „přední strana Tojo“) a Bungo („zadní strana Tojo“). Až do období Heian se Bungo četlo jako Tojokuni no Miči no Širi.
Staré hlavní město provincie se pravděpodobně nacházelo v Kokokufu (古国府), doslova „staré hlavní město“, části města Óita, ale dodnes nebyly nalezeny žádné jeho pozůstatky.
Čest být nejsvětější šintoistickou svatyní provincie Bungo (豊前一宮, Buzen ičinomija) dostala svatyně Usa, známá jako Usa hačimangú anebo Usa džingú v okrese Usa (v současnosti Usa). Svatyně Usa neměla jen náboženskou autoritu, ale i politický vliv na místní vládu. Ten se ale do začátku období Sengoku snížil.
Během období Sengoku, v polovině 16. století, byla provincie Bungo mocenským centrem klanu Ótomo. Klan Óuči, který sídlil v západní části regionu Čúgoku, ovlivňoval politiku v Buzenu. V polovině tohoto období vliv a moc obou klanů upadla. Po převzetí moci nad Kjúšú Hidejošim Tojotomim dostal od roku 1587 provincii Buzen s jejím výnosem 120 tisíc koku Jošitaka Kuroda, který se usadil v Kokuře (dnes součást Kitakjúšú) a postavil zde svůj hrad. Ostatní části provincie byly rozděleny mezi další daimjó.